# Jasmin St. Claire
Jasmin St. Clair, née le 23 octobre 1970 à Sainte-Croix, est une actrice de films pornographiques et catcheuse américaine.

## Biographie
À la fois d’origine sicilienne, brésilienne, russe, américaine et norvégienne, Jasmin possède un physique exotique, aidé par quelques passages par la chirurgie esthétique. Elle commence sa carrière dans les années 1990 par des films érotiques. Son premier film est Bedtime Stories de Marilyn Chambers (1993). Elle se tourne rapidement vers le milieu pornographique. Elle signe un contrat exclusif avec Metro Home Video où elle tourne devant la caméra de John T. Bone. Elle acquiert une réputation d'actrice sans limite. Ses représentations sexuelles sont extrêmes. Elle dit que la pornographie signifie "baiser n'importe qui, n'importe quand". Elle a reçu le surnom "sexe-symbole le plus controversé d'Amérique" (America's Most Controversial Sex Symbol).
Elle effectue les nombreuses spécialités du cinéma pornographique comme la fellation, la sodomie, le gang bang (Cum Back Pussy #25, 1999), le triolisme et la double pénétration (Cum Back Pussy #24, 1999), le bukkake, etc. Dans le film Vortex (1995), elle pratique la double pénétration. Un an plus tard, elle interprète dans Punk Ass un personnage post-apocalyptique à la recherche de sexe.
Des poupées gonflables et des vagins artificiels à son effigie ont été commercialisés.
Elle a tourné une scène avec 300 hommes en quelques heures (The World's Biggest Gang Bang 2, 1996). Elle bat ainsi le record de gang bang détenu jusqu'alors par Annabel Chong.
En 2003 Jasmin se lance dans la réalisation et la production. Elle s'est également mise à interpréter des comédies, des films d'action et d'horreur.
Jasmin St. Clair maîtrise 6 langues : l'anglais, le français, l'espagnol, l'allemand, l'italien et la langue des signes, car elle a beaucoup voyagé dans sa jeunesse.
Elle réside actuellement à Encino, en Californie (USA).

## Catch
Elle eut une vraie carrière de catch "Xtreme Pro Wrestling", elle fut l'équipière de Francine Fournier "Queen of Extreme".
En 2002 Jasmine fait du striptease durant "TNA Wrestling", "Extreme Championship Wrestling". Elle est critiquée par Francine pour ce geste.
Elle manage son ami "Brian Heffron" pour "3PW".

## Récompenses
- 2011 : AVN Hall of Fame